# Episodi di Squadra antimafia - Palermo oggi (quarta stagione)
La quarta stagione della serie televisiva Squadra antimafia - Palermo oggi è stata trasmessa in prima visione in Italia da Canale 5 dal 10 settembre al 19 novembre 2012.
| Nº | Titolo                 | Prima TV Italia   |
| -- | ---------------------- | ----------------- |
| 1  | Il rapimento di Rosy   | 10 settembre 2012 |
| 2  | Affari                 | 17 settembre 2012 |
| 3  | La scelta di Rosy      | 24 settembre 2012 |
| 4  | La morte di Claudia    | 1 ottobre 2012    |
| 5  | Vendetta               | 15 ottobre 2012   |
| 6  | Il passato degli Abate | 22 ottobre 2012   |
| 7  | Ilaria e Dante         | 29 ottobre 2012   |
| 8  | Milano                 | 5 novembre 2012   |
| 9  | La trappola            | 12 novembre 2012  |
| 10 | 100 minuti             | 19 novembre 2012  |

## Il rapimento di Rosy
- Diretto da: Beniamino Catena
- Scritto da: Pietro Valsecchi, Sandrone Dazieri, Mizio Curcio

### Trama
Un anno dopo l'arresto di Rosy Abate le cose alla Duomo sono molto cambiate grazie all'arrivo di un nuovo uomo all'interno della squadra, l'ispettore Gaetano Palladino, ma soprattutto da qualche mese a causa della gravidanza della Mares, ormai diventata la compagna del vicequestore Calcaterra. In questa prima puntata la Duomo è sulle tracce di un vecchio latitante Don Ninuzzo, uno dei capi della Commissione Regionale di Cosa Nostra, di ritorno a Palermo scortato da un commando su un treno regionale, ma prima che la squadra possa trarlo in arresto, un misterioso killer apre il fuoco uccidendo i gangster e ferendo Serino che morirà tra le braccia di Pietrangeli, il suo migliore amico, mentre Calcaterra tenta invano di inseguire l'assassino che intanto ha già fatto perdere le proprie tracce. A questo punto la squadra è chiamata a fare i conti con questa nuova e gravissima perdita mentre Claudia cerca inutilmente di portare Rosy a collaborare, anche se quest'ultima nonostante abbia recuperato il rapporto con la sua vecchia amica si rifiuta di testimoniare (la Mares è anche impegnata nell'affido del piccolo Leonardo che sta creando non pochi problemi al rapporto tra Claudia e Calcaterra). Questi ultimi intanto identificano i fratelli Dante e Armando Mezzanotte, da poco stabilitisi a Palermo, come possibili mandanti dell'omicidio di Don Ninuzzo (in effetti sono stati davvero loro ma per la squadra è un'impresa quasi impossibile provarlo a causa di un legame di parentela tra il vecchio boss e i due fratelli che non spiegherebbe il movente dell'assassinio). Per fortuna c'è una new entry chiamata a rimpiazzare Serino, l'ispettrice Francesca Leoni in arrivo dall'antidroga di Roma. Il misterioso killer colpisce ancora e questa volta tocca al vecchio Don Turriello, rintanatosi nel suo rifugio di montagna: il boss viene preso in ostaggio e consegnato ai fratelli Mezzanotte che dopo averlo torturato cercano di farsi dire un misterioso nome che sarebbe in possesso di informazioni ben precise su qualcosa di losco e di cui i due boss vogliono entrare in possesso. Don Turriello fa il nome Rosy Abate e a questo punto gli viene dato il colpo di grazia. Intanto Rosy in carcere fa la conoscenza di Ilaria La Viola, una ragazza dai risvolti un po' drammatici. La squadra trova quindi un modo per incriminare i fratelli Mezzanotte in modo da guadagnare tempo ed indagare sulla morte dei due vecchi boss, e dopo aver setacciato la zona di spaccio, Calcaterra riesce a prendere in custodia Armando, che con l'aiuto del suo legale riesce però a tirarsi fuori presto dai guai in mancanza di prove effettive a suo carico: a questo punto è chiaro che non sarà facile incriminare i Mezzanotte anche perché la perquisizione al loro locale a Mondello fatta in precedenza non ha avuto molto successo. Claudia intanto è impegnata a far fronte ad una possibile leucemia del piccolo Leonardo a cui deve necessariamente essere fatto un trapianto del midollo da parte di sua madre, Rosy viene quindi ricontattata dal carcere per aiutare suo figlio a sopravvivere e con l'aiuto di Claudia si stabilisce in ospedale per l'intervento. Intanto il giudice Pulvirenti dimostra come Filippo De Silva sia ricoverato in un ospedale psichiatrico e che non sia più capace di intendere e di volere a causa di un probabile tumore al cervello che non gli permette né di ricordare né tanto meno di rinnegare la sua vecchia alleanza con Rosy Abate (per farlo, sostiene il medico, De Silva dovrebbe ritrovarsi faccia a faccia con una sua vecchia conoscenza e quindi Rosy riceve una visita in ospedale). De Silva completamente fuori di sé le parla di nuovo di quella famosa "Lista Greco" di cui i fratelli Mezzanotte vogliono entrare in possesso e per farlo sono disposti ad uccidere Rosy. Quest'ultima turbata dice di non comprendere in quanto la Lista è stata sequestrata dalla Duomo qualche tempo fa, ma De Silva conscio di quello che ha appena detto se ne va abbandonando Rosy al suo destino (la Duomo però ha ascoltato la conversazione tra i due, e capiscono che Rosy era riuscita a tenersi un pezzo importante della Lista e che De Silva era riuscito a capirlo in tempo). A questo punto diventa ormai chiaro cosa stanno cercando i Mezzanotte e perché hanno fatto uccidere i due vecchi boss, ma ormai è troppo tardi: infatti, grazie ad una soffiata, un commando con a capo Armando Mezzanotte fa irruzione nell'ospedale massacrando 7 persone tra medici e agenti di polizia. Durante la sparatoria, la squadra riesce a sopravvivere ma Claudia rimane gravemente ferita durante una colluttazione con la propria auto e viene trasferita subito in ospedale, Armando intanto prende Rosy in custodia e con l'ausilio di un furgone riesce a fuggire.
- Ascolti Italia: telespettatori 5.021.000 – share 20,48%[1]

## Affari
- Diretto da: Beniamino Catena
- Scritto da: Pietro Valsecchi, Sandrone Dazieri, Mizio Curcio

### Trama
Rosy Abate è prigioniera dei fratelli Mezzanotte, che hanno scoperto dal boss Frank Turiello che lei è in possesso di una parte della lista Greco, che ha nascosto e che non ha ceduto alle forze dell'ordine. E se Dante è con la donna più calmo e riflessivo, Armando è crudele e arrogante, come la sua natura gli impone. Intanto, all'ospedale, Claudia Mares, dopo un controllo, scopre, insieme al suo fidanzato Domenico Calcaterra, che il bambino che aspettano è ancora vivo, è sano e cresce bene nella pancia della vicequestore. Però, lei, deve stare a riposo e così i medici decidono di farla restare per alcuni giorni in ospedale. Gaetano Palladino, detto ormai solo Palla, chiede a Calcaterra di poter rientrare in servizio a tutti gli effetti, e se dapprima Domenico dice di no, ricordandogli che lui beveva e prendeva psicofarmaci mentre lavorava, poi accetta la proposta. Rosy, intanto, non dice dove ha nascosto la lista, fingendo che quello che Turiello ha rivelato, è solo una notizia falsa. Dante, perché il suo ostaggio stia bene e possa finalmente parlare, la fa curare, chiamando un dottore, per medicarle una ferita che si sta infettando. La Duomo si fa scoprire dai Mezzanotte davanti al loro night-club, perché sono certi che i responsabili della morte di don Ninnuzzo, di Frank e del rapimento dell'Abate siano proprio loro. Però, un volto noto, torna per creare problemi. Cosimo Saluzzo, il detenuto che, due anni prima, assassinò in carcere il primo dei fratelli Abate, Nardo, per conto dei Manzella: è uscito di galera e, ora che il clan a cui apparteneva è stato completamente sradicato da Rosy un anno prima, si è alleato con Dante e Armando e, con un abile stratagemma, distrae Sandro Pietrangeli e Francesca Leoni, mentre i fratelli escono indisturbati dal night, facendo perdere le loro tracce. Domenico si reca nel centro psichiatrico dove Filippo De Silva è rinchiuso, chiedendogli quel è la parte mancante della lista, ma lui non sa niente. Sembra che l'operazione in cui hanno dovuto togliergli una parte del cervello per un tumore, gli abbia davvero fatto perdere la memoria, ma gli articoli sui giornali che legge gli fanno ricordare qualcosa e gli fanno capire quanto contasse prima d'ora per lui la lista Greco, e cosa Rosy fosse per lui: una nemica. Armando Mezzanotte, mandato dal fratello, con altri sicari, danno un chiaro segno di minaccia al ricco imprenditore Umberto Nobile, sparando contro il cartello pubblicitario della sua azienda, la "Puro Sole", dato che loro si sono accaparrati il controllo di un'altra azienda che si occupa di impianti eolici, come quella di Nobile, la "Green Light", e per vincere una gara d'appalto, devono eliminare la concorrenza, rappresentata esclusivamente dalla "Puro Sole". Il messaggio è chiarissimo ma Umberto non sembra spaventato e, alla Duomo, dimostra alla squadra di essere tenace e coraggioso, anche se un po' fanatico, e di voler vincere comunque la gara. Rosy, nel nascondiglio dove la tengono prigioniera, vuole scappare, e prova ad istigare il suo carceriere, il giovane Giovanni Mozzo, a farla uscire di lì, ma lui non lo farà. Calcaterra e Pietrangeli devono scoprire chi ha avvertito i Mezzanotte della presenza dell'Abate all'interno dell'ospedale, e decidono di seguire con la macchina un tale Castellano, un poliziotto ambiguo col vizio del gioco d'azzardo. Scoprono che lui si è recato ad un incontro con gli scagnozzi dei Mezzanotte, che hanno deciso di ucciderlo perché lo ritengono un "personaggio" scomodo. Sandro e Domenico gli salvano la vita e, dopo un conflitto a fuoco in cui Pietra rimane scioccato, uccidono i sicari, per poi arrestare Castellano. L'uomo, durante un interrogatorio, messo sotto torchio da Calcaterra e dal giudice Pulvirenti, decide di dire la verità. Umberto Nobile, mentre è in corso un'intervista per promuovere la sua azienda, denuncia la malavita organizzata, provocando un senso di vendetta in Dante e Armando. Rosy Abate e Dante Mezzanotte fanno un accordo, in cui lui le dice che la tratterà bene, e in cambio lei svela che ha in mano un pezzo della lista, ma non dice dove l'ha nascosta. In un attentato a Nobile, la Duomo cerca di proteggerlo, ma a salvargli davvero la vita è Francesca Leoni e tra i due scocca la scintilla. L'Abate si fa accompagnare dal suo carceriere, Giovanni Mozzo, fuori dal covo, per vedere il mare. Poi, finge di cadere e di aggrapparsi ad una delle vecchie barche che ci sono lì, invece prende in mano, di nascosto, un chiodo ben appuntito. Armando Mezzanotte è furioso e vuole sfogarsi sulla stessa mafiosa, che però minaccia di uccidersi col chiodo, e per dimostrarlo, si fa un taglietto sulla gola. Mezzanotte, però, la invita a consegnargli la lista e lui lascerà stare, lei e il piccolo Leonardo, ancora in ospedale. Rosy lo porta dove ha nascosto la parte mancante della lista, un prezioso CD. Il nascondiglio è un supermercato, precisamente nell'armadietto di una dipendente. Lei riesce ad aprirlo e dà il disco ad Armando. Poi, però, spinge l'armadietto contro di lui, riprende il CD e la pistola, ferisce Armando ad una gamba e scappa via. La Duomo arresta Mezzanotte. Rosy fa scendere un uomo dalla sua auto, minacciandolo, e poi telefona con il cellulare di quel ragazzo a Claudia. Le dice che né il carcere né la polizia possono più proteggerla. Claudia vuole farla ragionare, ma lei getta via il cellulare. Rosy è fuggita di nuovo.
- Ascolti Italia: telespettatori 4.992.000 – share 20,22%[2]

## La scelta di Rosy
- Diretto da: Beniamino Catena
- Scritto da: Pietro Valsecchi, Sandrone Dazieri, Mizio Curcio

### Trama
Rosy Abate è fuggita ancora, e questa volta si rifugia in un agriturismo gestito da un tale Bolzani, di cui le aveva parlato Ilaria La Viola, sua nuova amica e compagna di cella. Rosy dice a Bolzani che lo ripagherà del favore con un'ingente somma di denaro. La donna non sa, che il proprietario dell'agriturismo ha posizionato telecamere in ogni stanza (l'edificio serviva anche ad escort e prostitute, dove potevano andare a "divertirsi" con i loro clienti), e che lui è un maniaco sessuale, mentalmente malato e dannatamente pervertito. Intanto la Duomo è impegnata nella cattura dell'Abate e nel proteggere il ricco imprenditore Umberto Nobile, che sta per partecipare ad una gara d'appalto, e con lui ci saranno altri concorrenti, tra i quali Dante e Armando Mezzanotte con la loro azienda, la "Green Light". Lo stesso Bolzani, in affari coi Mezzanotte, a cui però non svela di ospitare la loro acerrima nemica Rosy, consegna un video hard registrato nel suo agriturismo, in cui una prostituta ed il capo della commissione che giudicherà chi ha vinto la gara d'appalto, si lasciano andare a rapporti sessuali masochisti. Domenico tenta di riavvicinare Claudia, ma c'è qualcosa che la turba, e che solo lei sa. Così, la Mares, per dimenticare e provare a farsi scivolare tutto addosso, si dedica molto a Leonardo, rimasto in ospedale dopo l'operazione. De Silva sta riprendendo coscienza di quello che era una volta attraverso i giornali, e decide di diventare più pericoloso che mai. Rosy pretende dall'uomo che la ospita un computer ed un cellulare che non sia rintracciabile dalle forze dell'ordine. Bolzani le dà tutto quello che le occorre, e Rosy infila il dischetto ricavato dalla lista Greco nel computer, e telefona al primo nome che legge sullo schermo. Lui è Pierpaolo Padrini, un ricco politico, e i due si danno appuntamento. Intanto il capo della commissione della gara d'appalto viene minacciato da Dante e Armando: loro metteranno su Internet il filmino in cui copula con una escort, se lui non farà loro vincere la gara d'appalto. E così è, i Mezzanotte superano Umberto Nobile, con cui pochi minuti prima avevano avuto un breve scontro. Peccato, che un ragazzo della commissione abbia fatto delle ricerche volute dallo stesso Nobile, e abbia scoperto il trucchetto. A vincere è adesso Umberto che, per festeggiare, vorrebbe portare a cena fuori Francesca Leoni, l'ispettore della Duomo. Lei, a malincuore, rifiuta. Sarebbe tutto troppo complicato, lei deve restare lucida e lui è coinvolto nelle sue indagine. Rimarranno solo buoni amici. Gaetano Palladino è ormai certo che Sandro sia alcolizzato, come aveva fatto lui un tempo, dato che i sintomi ci sono tutti. Lo dice a Calcaterra, che è profondamente deluso e arrabbiato. Infatti Pietrangeli beve molto e una notte, rientrato a casa tardi, sta persino per violentare la sua compagna, Giulia Platania, che lo caccia fuori di casa, troncando la loro relazione. Filippo De Silva causa una rissa in mensa per trafugare un cucchiaio. Lo spezza nella sua camera, e comincia a levigare il manico, pronto a scappare via. Rosy, nel frattempo, va all'appuntamento con Padrini, che, come da accordo, ha messo dei soldi sul conto corrente di Leonardo Abate Di Meo, figlio della mafiosa e di Ivan, che lui potrà sfruttare una volta compiuta la maggior età. Ma alla Abate questo non basta, lei vuole anche che Padrini le dia del denaro, e lei partirà e lascerà l'Italia per sempre, con la lista in mano. E mentre Padrini promette che lo farà, Ilaria La Viola, confidente e compagna di cella di Rosy, dopo aver rifiutato di tradire l'amica collaborando con la polizia, viene fatta ferire da altre due ergastolane, per conto dei fratelli Mezzanotte. Una guardia le salva, però la vita. Calcaterra rivela dell'attentato a La Viola a Claudia, e poi va da un'amica di Ilaria, una squillo, che dice di non sapere nulla. Alla fine, svela di Bolzani e del suo agriturismo. Proprio Bolzani contatta Dante, e gli rivela che sta ospitando Rosy. Lui vuole ucciderla da solo, mentre lei fa la doccia, per vederla completamente nuda. Ma Rosy si fa trovare con reggiseno e slip, e con una pistola puntata contro di lui. Ha scoperto lo studio dove la spiava, e ha capito che è un pervertito molto pericoloso. Così, prima gli spara all'inguine, e poi gli sputa addosso, lasciandolo morire dissanguato. All'arrivo dei Mezzanotte e della polizia, lei è già fuggita con l'auto di Bolzani, ma la Duomo non riesce nemmeno a catturare il clan, che insegue l'Abate, perdendola di vista poco dopo. Rosy arriva fino alla stazione, dove pensa bene di inseguire una donna delle pulizie fino ad un parcheggio, e di farsi portare a casa sua. Dopo averla legata, si traveste da lei con i suoi occhiali e con la sua uniforme. Intanto le condizioni di Leonardo si aggravano. Sta rigettando il midollo, e sembra che per lui ci siano poche possibilità, e ancora meno dal fatto che ha solo due anni. Claudia avverte Domenico: deve prendere Rosy e portarla all'ospedale. A seguito di alcune ricerche, la squadra scopre il gioco della mafiosa. Lei si è travestita e sta scappando. Giungono fino alla casa della ragazza legata dall'Abate, Michela Rizzo, e la liberano. Peccato che pure i Mezzanotte abbiano capito che Rosy sta per andar via dall'Italia, ma lei uccide uno dei loro killer, che doveva rapirla. Domenico è arrivato alla stazione, ma Rosy sta per partire. L'unico modo, è far parlare Claudia. Allora il vicequestore, non parla a Rosy Abate, la "Regina Di Palermo", ma alla sua "Piccola Rosy", quella che vent'anni prima salvò dall'esplosione in cui morirono i suoi genitori. Quella che era tornata in Italia solo per sposarsi, e quella che l'aveva aiutata ad arrestare Giacomo Trapani quattro anni addietro. Le dice che solo su una cosa non le mentirebbe mai, Leonardo. Il bambino sta malissimo ed ha bisogno della madre. Le ricorda che loro si sono volute bene, come due sorelle, poi si sono odiate, l'una a sperare nella morte dell'altra. Ma alla fine, chi ha davvero perso è solo Leonardo, che sta morendo da solo, con un padre morto ammazzato, una madre latitante e che lo sta abbandonando per sempre, Claudia che lo vede da un vetro, e i medici che lo operano sperando in un miracolo. L'Abate è triste, ma deve partire. Ha con sé il biglietto, e vuole salire su quell'aereo. Sta per farlo ma torna indietro. Nasconde la lista Greco nel bagno delle donne della stazione, e poi si consegna alle autorità. Si ricongiunge a Claudia, in ospedale, e va da suo figlio. Se supererà la notte, vorrà dire che sarà fuori pericolo. Rosy si accascia accanto a lui, e si addormenta. La mattina dopo, si risveglia e suo figlio non c'è. Poi, vede al di là del vetro Leonardo, in braccio ad un'infermiera. Si è salvato. In carcere Ilaria La Viola incontra un uomo misterioso, che le dà una polverina. Quello è un farmaco, e lei lo dovrà usare contro Rosy.
- Ascolti Italia: telespettatori 4.944.000 – share 18,01%[3]

## La morte di Claudia
- Diretto da: Beniamino Catena
- Scritto da: Pietro Valsecchi, Sandrone Dazieri, Mizio Curcio

### Trama
Domenico Calcaterra fa pressione su Rosy Abate per avere prove compromettenti contro i Mezzanotte, e per scoprire dove lei ha nascosto la lista Greco, ma Rosy è impassibile, e rinuncia anche a diventare collaboratrice e ad avere uno sconto di pena. Dante e Armando hanno paura che la Abate possa parlare, così scappano a Trapani, e si nascondono nella loro vecchia casa di famiglia, promettendo di rinunciare alla lista per la loro stessa incolumità. Intanto Filippo viene portato nello studio del suo psichiatra, ma lì riesce ad ammazzarlo, poi si traveste da poliziotto e riesce a fuggire via. De Silva è di nuovo in libertà. Sandro Pietrangeli è ora vittima dell'alcool, e Giulia, che non lo sopporta più, gli dice di scegliere fra lei e la sua bambina, e l'alcool, ma lui non risponde. Solo quando la Duomo arriva nel centro psichiatrico da dov'è scappato De Silva, Pietrangeli ha il coraggio di chiedere aiuto ad uno dei medici che vivono lì, però lo chiede alla persona sbagliata, che non si occupa di quel genere di cose, e fa solo una brutta figura. Rosy Abate viene rimessa nella sua cella insieme ad Ilaria La Viola, che, senza che lei se ne accorga, la droga. L'Abate, sotto effetto di cocaina, rivela dove ha nascosto la lista e La Viola la maltratta, però, quando lei si risveglia, Ilaria finge che non sia accaduto niente. Mentre De Silva cerca di contattare i Mezzanotte, Sandro ruba dei calmanti dagli abiti di un tossicodipendente e li assume in servizio. Rosy sta per essere accoltellata da due donne nel cortile del carcere femminile, ma quando Ilaria la salva, non sa che ha commesso un passo falso. Infatti, Rosy viene spostata perché la polizia ha paura per lei, e così La Viola non può più estorcerle informazioni per sapere della lista. Claudia rivela a Domenico di voler partire per due mesi e "staccare la spina" con la Sicilia, la lotta alla mafia e con lui. De Silva rintraccia i Mezzanotte e i tre stringono un patto per trovare la lista ed uccidere l'Abate. In seguito, Filippo si reca in casa della Mares, volendo lasciarle un messaggio per farle capire che se Rosy non gli darà quello che vuole, il piccolo Leonardo morirà. Claudia, però, lo scopre nella sua abitazione, ma, essendo incinta di quasi sei mesi, non può fare niente, e Filippo scappa via. Claudia va dire all'Abate quello che è successo e che suo figlio è in pericolo; a questo punto, decide di collaborare. Rosy Abate fa i nomi e i cognomi delle persone che la vogliono morta, e primi tra questi i fratelli Dante e Armando Mezzanotte. Quando la squadra non li trova nel loro night club, si decide di indagare a Trapani, dove De Silva riesce a far scappare i fratelli, oltre a sé stesso. Gaetano scopre qual è il killer che ha ucciso Luca, e con la Duomo riescono a scoprire quando e dove si incontrerà coi Mezzanotte. Durante l'operazione, però, Sandro spara al killer, facendosi notare fin troppo, e l'uomo fugge quando i fratelli non erano ancora arrivati. Sandro viene sospeso dal servizio, mentre il killer si taglia la barba e i capelli per rendersi irriconoscibile e scappare alle autorità. Rosy ha detto tutto quello che sapeva, e la polizia la mette in una villa-bunker per proteggerla. Claudia saluta lei e la sua squadra. Sta andando in maternità, e non tornerà prima di un lungo periodo di tempo. Francesca Leoni e Umberto Nobile vanno a cena insieme, e passano una notte d'amore assieme. De Silva e i Mezzanotte scoprono dove si è rifugiata Rosy, e attaccano la villa. L'Abate scappa, ma i "cattivi" la lasciano fuggire, certi che li porterà alla lista. Rosy telefona a Claudia, che stava registrando un messaggio a Domenico prima di partire, in cui voleva dire il motivo per cui è così turbata. La Mares si reca dall'Abate e l'aiuta. Le due amiche giungono fino alla stazione, seguite dai Mezzanotte. Però, Ilaria La viola (che nel frattempo era uscita di galera) ha preso la lista per prima con l'avvocato suo complice, che la mette in guardia: ha visto che con la mafiosa c'è Claudia, che aspetta un bimbo, e che potrebbe rischiare anche lei. Ma a La Viola non interessa, tanto che dice "Rosy deve morire". La poliziotta va a prendere la lista, seguita da Rosy, invece Filippo e Armando sono dietro di loro, e l'avvocato con Ilaria guardano la scena. La Mares prende in mano la lista Greco, va verso Rosy, ma nota che c'è qualcosa nella busta. E se Ilaria ha preso la lista per prima, quella cos'è? Claudia si accorge che è una bomba, urla a Rosy di fuggire e la getta in un cassonetto. Ma la bomba scoppia. De Silva e Mezzanotte lo capiscono e scappano, e vedono Ilaria e l'avvocato che, anche loro, fuggono. Rosy è a terra, svenuta. La poliziotta è riuscita a salvare per la seconda volta Rosy, ma questa volta, ha pagato cara la sua bontà. Claudia Mares e il suo bambino sono morti.
- Ascolti Italia: telespettatori 4.676.000 – share 17,07%[4]

## Vendetta
- Diretto da: Beniamino Catena
- Scritto da: Pietro Valsecchi, Sandrone Dazieri, Mizio Curcio

### Trama
Rosy Abate si alza da terra, a pochi minuti dall'esplosione, e in preda al panico, va verso Claudia. La donna è ancora viva, in un lago di sangue, anche suo figlio respira ancora. La Mares dice a Rosy di scappare e di trovare chi è stato. Poi, i suoi occhi si perdono nel vuoto, mentre il bambino continua a respirare. L'Abate è convinta che la sua amica sia morta e, con il sangue della vicequestore sulle mani, scappa via, rifugiandosi lontano dalle forze dell'ordine appena arrivate. Domenico vede Claudia a terra e si avvicina. Ora, pure suo figlio ha smesso di vivere. Calcaterra è disperato. La Duomo si sta frantumando e persino il questore Licata si rattrista per la morte della migliore poliziotta che lui avesse mai avuto. Ilaria La Viola ha appena scoperto che a morire è stata la Mares, e non il suo obbiettivo: Rosy. L'avvocato che collabora con lei è fin troppo nervoso, così Ilaria lo uccide, pugnalandolo più volte con il suo fermaglio appuntito. E se i Mezzanotte e De Silva hanno appreso, dal TG, che Claudia è morta, Domenico, che non si dà pace, ha capito che questa volta l'Abate non c'entra, anche lei doveva essere una vittima, invece si è salvata. La Viola si reca in un circo. Sotto le spoglie di un buffo clown, si nasconde uno spietato assassino. Si chiama Nerone ed è il killer di Luca! Ilaria lo ingaggia, ora che lui ha smesso di fare affari con i Mezzanotte, per essere aiutata, insieme al suo commando di mercenari. Ora lei deve impedire due cose: che la lista Greco diventi solo scartoffia, come sta per accadere se non si sbriga, e che Rosy rimanga viva ancora per molto. Per far sì che la lista non perda di valore, Ilaria e Nerone vanno da Pierpaolo Parrini, intento a fuggire da Palermo, e lo bloccano. La donna ha un ricordo su Parrini. Lui, insieme con Santo Abate, padre di Rosy e dei suoi fratelli Nardo, Vito e Carmine (tutti morti ammazzati), e anche con altri mafiosi, uccidevano un uomo su una spiaggia sotto i suoi occhi di bambina, che si nascondeva dietro una rete. Ilaria, a quel punto, ordina a Nerone di uccidere Parrini e lui esegue. Però, La Viola porta via cinque dei trentadue scacchi del ricco Parrini. Sia Rosy, che va nella casa della vittima di Ilaria per prima, si accorge che mancano cinque scacchi, sia Domenico, che comincia ad intuire qualcosa. La crudele La Viola ha preso quei pezzi perché Parrini comunicava con altri boss scappati dall'Italia trent'anni prima con degli oggetti (messaggi in codice). E gli scacchi, volevano dire "pericolo". Il piano della donna è far riunire, dopo quasi tre decenni, l'antica commissione di Cosa Nostra, per ucciderli tutti. Domenico, ancora molto scosso, telefona al medico legale e si fa dire com'è morta Claudia e il sesso del bambino. La Mares è morta per emorragia, e il figlio che portava in grembo, era una femmina. Calcaterra scoppia in un triste pianto. Al funerale della poliziotta ci sono tutti, anche quelli indesiderati. Guarda la scena, nascosto tra le lapidi, anche Filippo de Silva, che considerava Claudia qualcosa di più di una nemica. Calcaterra torna in casa sua, in riva al mare, ma è aperta. Lui prende la sua pistola, ma la persone che è entrata, e che apparentemente potrebbe rivelarsi un nemico, è lì per un patto. Si tratta di Rosy Abate, che vuole la stessa cosa che vuole Domenico adesso, vendicare Claudia. Tra i due nasce un'alleanza segreta, nascosta alla Duomo, ma Pietrangeli ha, forse, compreso già qualcosa. Lo stesso Pietrangeli che è costretto a stare in ufficio finché non smetterà di essere dipendente dall'alcool. Invece Francesca e Umberto stanno ancora insieme, e lei si mostra preoccupata per le sorti della squadra di cui fa parte. Prima Serino, poi la Mares. Filippo De Silva si reca in un bar per chiedere informazioni su chi possa sapere qualcosa su Pierpaolo Parrini. Nel piccolo pub lavora un giovane sedicenne, Totò, che vive coi genitori, e che lavorava per Parrini. Dopo aver ammazzato il padre e la madre del ragazzo, riesce a farsi dire da lui cose importanti. Rosy dice a Calcaterra che devono cercare un anziano boss, detto il Contadino, perché presto la commissione sarà riunita. Purtroppo, i Mezzanotte giungono prima della polizia, e uccidono il mafioso. Intanto, quando la commissione si riunisce dopo trent'anni, ognuno mette i suoi soldi in un nuovo conto corrente protetto, ma Ilaria La Viola e i suoi irrompono. Ora La Viola ha in mano tanti, tantissimi soldi. Poi, ricorda al padrino più importante cosa fece lui, insieme agli altri, anni prima. Picchiarono e uccisero come un cane un uomo. Quell'uomo, era suo padre. La Duomo arriva quando tutto è gà finito, quando ognuno è già morto. Calcaterra rivela al questore di avere un informatore, e l'uomo gli dice che di lui si fida, ma che non può commettere passi falsi. La stessa cosa gliela intima il giudice Pulvirenti, ormai suo amico. Ilaria, dopo aver parlato con il misterioso uomo che è il suo capo, e che le ha fatto comprendere che la vendetta è l'unico mezzo, ordina a Nerone di seguire Calcaterra. Anche lei, come tutti, ha capito che dietro al vicequestore c'è Rosy Abate. Nerone arriva mentre la mafiosa e Domenico sono in casa, e butta una bomba. L'Abate se ne accorge e lo dice a Calcaterra. I due tentano di scappare, ma forse è troppo tardi. La squadra giunge che la casa in riva al mare di Domenico è in fiamme, e lui con Rosy, potrebbero essere ancora lì dentro, già morti.
- Ascolti Italia: telespettatori 5.217.000 – share 18,86%[5]

## Il passato degli Abate
- Diretto da: Beniamino Catena
- Scritto da: Pietro Valsecchi, Sandrone Dazieri, Mizio Curcio

### Trama
Rosy e Domenico sono sotto le macerie. La casa di Calcaterra è in fiamme, Francesca e Gaetano li cercano fra le rovine delle stanze dell'appartamento, mentre Nerone è ancora in zona, ricercato da Sandro. Prima viene prelevata l'Abate, e poi Domenico. La Leoni e Palladino li hanno salvati, e loro si sono feriti, in modo nemmeno grave. Intanto, nella sua disperata e pericolosa caccia all'uomo nelle vicinanze della casa del suo vicequestore, a Pietrangeli viene puntata una pistola sul capo. Nerone lo ha trovato per primo, ma lo risparmia e fugge via. Domenico ordina a Gaetano di portare via Rosy, di nasconderla. L'uomo la incatena nel garage di un ex circolo di go-kart, che apparteneva a suo padre. Intanto, alla Duomo, Sandro è molto arrabbiato con Calcaterra, che non ha svelato a lui, e al resto della squadra, la sua "stretta" collaborazione con Rosy Abate. E se la Leoni e Palladino stanno aiutando Domenico, sicuro che l'Abate è la sua ultima carta, e non la può sprecare sbattendola in carcere, Pietrangeli promette che se ne starà zitto, ma rifiuta di aiutarli. Dante Mezzanotte manda via De Silva dalla sua proprietà, ma lui se la prende comoda, e va prima a parlare con Armando, incitandolo a sovrastare il fratello e a farlo rimanere, perché lui deve essere il capo di questa nuova guerra di mafia. Domenico, Rosy, Francesca e Gaetano si radunano nel garage del circolo di go-kart, e l'ex mafiosa dice che chi ha ucciso Claudia Mares e ha ammazzato i membri della vecchia commissione è la stessa persona. La squadra comincia ad indagare sul passato dei molti mafiosi della commissione, ma primo fra tutti, sul passato della famiglia Abate, di Santo Abate, e di conseguenza di Rosy: quel passato che lei non può ricordarsi, del quale non era ancora al corrente, di essere figlia di un boss. L'unica persona che può davvero sapere qualcosa è l'unica che con le indagini della Duomo ha sempre avuto molto a che fare, ma mai così direttamente. All'hotel degli Scacchi, quando la commissione si riunì per l'ultima volta, in cui Santo venne arrestato e si fece cinque anni di galera, mentre gli altri, in un modo o nell'altro si sono dileguati, c'era un giovane poliziotto che avrebbe fatto carriera: Licata. Il questore è deciso a coadiuvare la squadra, senza sapere che la loro vera informatrice è Rosy Abate. Lui prova a ricordare quel giorno dell'anno 1987: tutti i malavitosi che si riunirono vennero arrestati, ma solo due rimasero in cella Santo Abate e "il Contadino". Ilaria La Viola e Nerone guardano la scena da lontano, e una volta che i poliziotti sono andati via, si recano al Lido degli Scacchi dove i proprietari stanno facendo dei restauri, e iniziano a scavare in mezzo alla sabbia. La scarcerazione di un uomo presente all'epoca del comitato, fa scattare l'ira di De Silva, che va con Armando ad ucciderlo; dopo avergli freddato uno dei due figli, si fa dire tutte le informazioni necessarie, e poi lo uccidono. La Duomo, però, non ha bisogno di gesti estremi come questo e difatti Rosy indica a Calcaterra un ex cameriere dell'hotel degli Scacchi, Totò Alimeni, un pentito di mafia. Lei venne a sapere dove lo Stato lo nascose, e i due si recano lì. Mentre Francesca e Umberto Nobile sono sempre più vicini, i primi ad arrivare a casa di Alimeni sono Armando Mezzanotte e De Silva, che lo vogliono uccidere. Calcaterra tenta di salvargli la vita, ma è Rosy che la salva a tutti, invece Armando e De Silva riescono a fuggire. Mentre Palladino e Pietrangeli stanno rintracciando Nerone e lo vedono incontrarsi con una donna grazie a delle telecamere, Alimeni parla a Rosy e Domenico. Santo Abate e gli uomini del comitato avevano capito che "il cassiere" della commissione li tradiva, e decisero di ucciderlo. Chi era il cassiere? Carmelo Abate, fratello di Santo. Lui aveva una figlioletta, di soli tre o quattro anni allora. Il suo nome? Ilaria. Rosy capisce tutto e la persona di cui più si fidava dopo Claudia, la tradiva davvero: fu lei ad uccidere la Mares, ma voleva solo eliminare Rosy. Ilaria La Viola è Ilaria Abate, cugina della mafiosa. Anche Calcaterra lo comprende, mentre Gaetano e Sandro vedono chi è che sta con Nerone: sempre lei, la vecchia Ilaria La Viola, la nuova Ilaria Abate! La Duomo, e pure il questore Licata, hanno capito dove si trova ora la ragazza: all'hotel degli Scacchi, là dove tutto è cominciato. Ilaria trova lo scheletro di suo padre ma Armando Mezzanotte e Filippo De Silva rapiscono lei e Nerone, e la chiamano "Ilaria Abate". La polizia arriva tardi e un uomo dei Mezzanotte viene sacrificato per la fuga. Lui, inconsapevole, si dirige verso la Duomo per bloccarla con la sua auto, che scoppia a causa di una bomba piazzata da Armando. Ora che tutti sanno che Rosy era con Domenico, Licata e il giudice Pulvirenti vorrebbero sbatterla in prigione, ma Domenico riesce a fermarli: lui e la Abate, collaboreranno insieme, ancora! Sandro torna da Giulia Platania, la sua compagna, dicendo di amarla e di aver chiuso con alcool e droghe, e i due si rimettono assieme. Francesca è insieme ad Umberto, lui va in camera sua, e lei riceve una chiamata. Gaetano (segretamente innamorato della ragazza) le dice di essere passato al Convento delle Carmelitane, le suore che accolsero Ilaria, e che gli hanno detto che con lei c'era un altro bambino ovvero suo fratello, più grande di un anno, l'altro cugino di Rosy, Carmine Abate. Sembra che il piccolo fosse "scatenato" e che si ruppe persino una spalla cadendo da un albero, venne adottato da una famiglia di Bologna e adesso vive fra l'Italia e l'America. Quella è la descrizione della vita di Umberto, Umberto Nobile, il suo uomo. Nel frattempo lui riceve una telefonata dei Mezzanotte, che hanno sì preso Ilaria ma lei non sembra voler parlare. Nobile giura di collaborare, e chiama Ilaria Abate, "mia sorella" perché è proprio lui Carmine Abate! Domenico accompagna Rosy in ospedale dal figlio Leonardo e poi vanno in casa della Mares, dove trovano accidentalmente una registrazione della donna. Claudia stava parlando per riferire una cosa a Calcaterra: gli dice che lei sarà lontana quando lui vedrà il messaggio (sarebbe dovuta partire per due mesi) e gli rivela con grande sorpresa "il bambino che sto aspettando non è tuo. Non sei tu il padre". Domenico è sconvolto e guarda Rosy, stupito da quella sconcertante verità. Claudia stava per dire di chi era il figlio che portava in grembo ma viene interrotta: proprio in quel momento infatti Rosy l'aveva chiamata per ricevere aiuto e lei poi non avrebbe fatto più ritorno in casa sua.
- Ascolti Italia: telespettatori 5.234.000 – share 18,69%[6]

## Ilaria e Dante
- Diretto da: Beniamino Catena
- Scritto da: Pietro Valsecchi, Sandrone Dazieri, Mizio Curcio

### Trama
Ilaria e Nerone, dopo alcuni giorni di prigionia in villa Mezzanotte, tentano la fuga, dopo aver strangolato un picciotto. Ma saranno Armando e Dante a fermarli. I due fratelli fanno fuggire Nerone indisturbato, mentre convincono Ilaria a restare e a fidarsi di loro. Soprattutto Dante, che sembra molto interessato alla giovane, affermando al fratello che o l'avrebbe uccisa o l'avrebbe sposata. Francesca Leoni è sconvolta dalla verità che è venuta a sapere. Dopo aver passato la notte con Umberto come se niente fosse, si alza di nascosto e cerca degli indizi che confermino la sua ipotesi: Umberto Nobile e Carmine Abate, sono la stessa persona. Lo stesso Nobile, però, la sorprende, e lei si salva mentendo. Domenico è pronto a tutto adesso, e fa analizzare dei reperti riconducibili a Rosy Abate in galera, riferiti al periodo nel quale ha condiviso la cella con quella che si sarebbe poi rivelata sua cugina. Si viene così a sapere, che probabilmente Ilaria aveva drogato Rosy per farla parlare, e per scoprire dove aveva nascosto la Lista Greco. A questo punto della storia, ricompare una vecchia conoscenza: Mickey Robson, ex infiltrato nel clan di Giacomo Trapani quattro anni prima sotto l'identità di Mickey, agente speciale della DEA e amico di Claudia. Francesca gli chiede di scoprire quanto possibile sul passato di Umberto, e Robson giura di farlo. Nobile è stato appena contattato da Dante Mezzanotte, così si reca in villa, e vede sua sorella Ilaria. I due cominciano a confortarsi a vicenda, ma tutto poi sfocia in una litigata. Umberto rivela che se la Mares è morta, è tutta colpa di sua sorella, ma Ilaria ribatte. La discussione prosegue e Umberto la supplica d'ascoltarlo, promettendole di farla rifugiare in un posto lontano, dove sarebbe stata al sicuro e dove non le sarebbe mancato nulla. Mentre lui rimarrebbe a Palermo, a godersi i soldi e a lottare per un'Italia senza mafia. Sì, perché lui non si considera un mafioso. Dante gli propone un accordo. Lui dovrà versare mensilmente un'ingente somma di denaro sul loro conto, e Ilaria sarà libera. Umberto acconsente. La Duomo continua ad indagare sul misterioso avvocato di Ilaria, che è scomparso. Rosy vede suo figlio, ed è decisa a coadiuvare la squadra. Domenico va da Sandro, chiedendogli di stare dalla loro parte, di accettare l'idea che ormai l'Abate sta collaborando. Pietrangeli, finalmente, lo capisce, ma inizia a sospettare qualcosa su Giulia Platania, la sua compagna. Che abbia a che fare con la malavita come il marito morto, Totò?. De Silva è sempre più affaticato e malato, e tiene d'occhio Umberto per i fratelli Mezzanotte. Nerone torna al circo e ritrova la sua fidanzata. Rosy deve infiltrarsi per la polizia, per scoprire che qualcuno tra i mafiosi meno noti, ma che l'Abate conosce bene, potrebbe aver aiutato Ilaria. A coordinare l'operazione c'è Sandro, che la tiene sotto osservazione. Dalla sala giochi, dov'era andata alla ricerca di un passaporto falso, viene trasferita in una villa, che appartiene al malavitoso che ha aiutato Ilaria. Prima di consegnarle i documenti falsi, viene chiesto a Rosy di spogliarsi, al fine di essere perquisita. Quando le vedono addosso le cimici, vorrebbero ammazzarla, ma la polizia interviene in tempo. Così, Rosy, da vittima, diventa carnefice. Salvata da Pietrangeli, la pentita prende in ostaggio il mafioso, colui che ha aiutato la cugina, e lo minaccia. Così, lui rivela tutto in presenza della squadra. L'Abate, ha fatto il suo dovere. Viene scoperto che l'avvocato di Ilaria, Parente, aveva dei contatti con lei, ma che la sua assistente sapeva qualcosa. Dopo essere stata accuratamente interrogata da Calcaterra e Pulvirenti, la ragazza dice la verità. Dice che l'avvocato chiamava sempre una persona misteriosa e oscura, il capo di Ilaria. Grazie a dei tabulati, la Duomo scopre che l'artefice di tutto è Umberto. Francesca è stata già informata da Micky, e vuole trattare col fidanzato. Dopo una tenera riconciliazione, in cui lei convince l'uomo a costituirsi, De Silva con il clan Mezzanotte fanno il loro ingresso nella villa di Nobile. Umberto si consegna per salvare Francesca e viene portato via. Nella villa dei Mezzanotte incontra la sorella, a cui darà i codici per accedere al conto del comitato, e poi viene messo in un'altra stanza. Telefona in seguito alla Leoni per dirle cosa sta accadendo, ma viene scoperto. Ilaria viene incaricata di ucciderlo e si presenta nella camera dov'è messo, dicendo che stanno per scappare assieme. Umberto si volta e viene ucciso con un colpo di pistola alla nuca, sparato da Ilaria che si appresta a fuggire con i fratelli Mezzanotte, dopo essere divenuta la fidanzata di Dante. De Silva, che si era fatto lasciare a metà strada nel tragitto che avrebbe portato Nobile in villa, torna da una donna del passato, la dottoressa Eleonora. La Duomo giunge in ritardo, infatti tutti sono già scappati dalla villa dei Mezzanotte, e Umberto è stato ammazzato. Un colpo duro per Francesca. Pietrangeli aveva chiesto ad un suo amico che lavora in TELECOM di individuare con dei tabulati telefonici, chi chiama Giulia. Gaetano è il primo a scoprirlo: la talpa è Giulia Platania, che appena vede che Rosy si nasconde nel kartodromo di Palladino, avverte Giovanna Foglia, moglie di un mafioso alleato con i Mezzanotte. Intanto, fra l'Abate e Domenico impazza l'odio. Dopo una furiosa litigata, i due finiscono per menarsi e poi per copulare in modo molto violento. Ma forse, lo fanno solo per la rabbia che lui prova per Claudia, che lo ha tradito, e per la sofferenza che sente lei dentro, per non essere morta al posto della Mares. O forse, si amano e basta.
- Ascolti Italia: telespettatori 4.931.000 – share 17,91%[7]

## Milano
- Diretto da: Beniamino Catena
- Scritto da: Pietro Valsecchi, Sandrone Dazieri, Mizio Curcio

### Trama
Domenico Calcaterra e l'ex regina di Palermo, Rosy Abate, si trovano nel garage di Palladino dopo l'intensa notte d'amore ma sono perseguitati dai rimorsi. Ad un tratto si presentano gli uomini dei Mezzanotte che non ci pensano due volte a sparare, ne nasce un conflitto a fuoco che vede due uomini dei Mezzanotte rimanere a terra e un altro scappare. Rosy viene messa in riparo da parte della Duomo. Calcaterra poco dopo incontra segretamente un medico legale al quale chiede di confrontare il suo DNA con quello del feto di Claudia al fine di scoprire a chi appartenesse. Nel frattempo De Silva rimessosi dopo la ferita da arma da fuoco torna dai Mezzanotte ritrovando Armando Mezzanotte che però inizia a dubitare della sua parola (e non solo, anche di quella di Ilaria), mentre Dante sempre più stregato e innamorato di Ilaria decide di sposarla a patto di cambiarle il cognome. De Silva, lo "stregone", come viene definito da Armando, ha un nuovo progetto e così invoglia Dante e Ilaria a investire i cinquecento milioni rubati al comitato in un ingente traffico di stupefacenti ed inizia così la guerra contro la famiglia degli Scianna che gestisce proprio questo business. Poco a poco la cosca viene sgominata dai Mezzanotte e come se non bastasse De Silva, Ilaria e i Mezzanotte decidono di partire per Milano per incontrare un importante tramite con il quale gli Afghani importano l'eroina in Italia. Tutto questo mentre la Duomo sequestra tutto il quantitativo di stupefacenti alla famiglia Scianna dopo una retata. Grazie ai 500 milioni i Mezzanotte insieme a Ilaria e a De Silva decidono di mettere le mani sul traffico di eroina su tutta l'Europa. Dopo qualche titubanza da parte dell'intermediario afghano l'operazione inizia, i Mezzanotte versano 50 milioni di anticipo mentre la nave con l'eroina è già in viaggio. I Mezzanotte possono festeggiare, e ciò avviene proprio nel giorno delle nozze fra Dante e Ilaria. La Duomo intanto ha una nuova collaboratrice, si tratta di Giulia Platania smascherata da Pietrangeli che decide di collaborare con la polizia e prepara, insieme alla Duomo, una trappola per Pino (uomo fidato dei Mezzanotte) dicendogli che Rosy all'indomani si sarebbe trovata all'ospedale accompagnata dal solo Calcaterra. Pino prepara un agguato per Rosy che però viene salvata dal giubbotto antiproiettile. Seguendo Pino la Duomo scopre dove si rifugiano lui e i Mezzanotte e fa irruzione nel bel mezzo dei festeggiamenti. Ne nasce un conflitto a fuoco dove restano feriti molti dei picciotti mentre l'intermediario milanese presente anche lui al ricevimento, De Silva, Ilaria e i Mezzanotte riescono a scappare mentre Pino dopo un conflitto a fuoco con Calcaterra è trasportato d'urgenza all'ospedale. Durante la retata De Silva incontra fortuitamente Rosy (travestita di sua iniziativa da poliziotta) e gli dà appuntamento nel bosco poco vicino alla villa per parlargli. Cosa vuole De Silva? Poco prima di andare all'appuntamento Rosy ancora una volta sorpresa a scappare dalla sua abitazione da Calcaterra decide di raccontargli dell'incontro che si sarebbe tenuto di lì a poco con De Silva. Arrivati nel bosco Rosy rimane in macchina mentre Calcaterra si mette ad attendere De Silva che in occasione di questo incontro svela di non essere colluso con la mafia, ma che aveva deciso di compiere l'ultima azione buona prima della sua morte, (confessa a Calcaterra di avere il cancro) sgominare il più grande traffico di stupefacenti nel mondo e spiega a Calcaterra che è stato tutto organizzato da lui. Calcaterra non crede a De Silva che a sua insaputa era stato seguito in segreto da Armando nel bosco rivelando così giusti i suoi dubbi. Armando ascolta l'intera conversazione tra De Silva e Calcaterra e mentre i due continuano a parlare entra nell'auto del poliziotto e punta il coltello alla Abate.
- Ascolti Italia: telespettatori 5.110.000 – share 18,26%[8]

## La trappola
- Diretto da: Beniamino Catena
- Scritto da: Pietro Valsecchi, Sandrone Dazieri, Mizio Curcio

### Trama
Palermo, un bosco. Domenico che punta una pistola a Filippo De Silva. Rosy Abate contro Armando Mezzanotte, che la sta per trafiggere con un coltello. De Silva, dopo un discorso sul cancro che lo ha reso vittima un'altra volta (ha meno di un mese di vita), convince Calcaterra delle sue buone intenzioni, perché vuole redimersi, perché vuole andare all'altro mondo dopo aver espiato i suoi peccati. Lo convince anche grazie alla sua storia. Lui, quando lavorava nei servizi segreti, era stato mandato in Afghanistan, a combattere la guerra. Alcuni islamici, però, lo avevano sequestrato, ma lui riuscì a ribellarsi e fuggire. Da quel giorno, dopo aver passato ore in una prigione a vedere i suoi rapitori pregare mentre lui ed un suo compagno stavano male, cambiò, fino a diventare un affiliato delle cosche. Lui, però, è pronto a consegnargli il carico di droga che un clan talebano, con a capo dei pericolosi estremisti narcotrafficanti sta portando in Italia. Rosy, intanto, dà una gomitata ad Armando e scappa via. Lui si riprende, manda un segnale ad un sicario nascosto dietro ad un albero, e tutti si mettono ad inseguire l'Abate. Domenico e Filippo se ne accorgono, e sono costretti ad allearsi per salvare la vita alla giovane. Così, uniti come mai si sarebbe potuto pensare che potessero esserlo, uccidono i due uomini che stavano per freddarli. Rosy è ora davanti a Calcaterra, ma Armando la prende in ostaggio, ma non vuole ammazzare lei, bensì il vicequestore. Subito dopo, si sente uno sparo. Domenico indietreggia. Ma è Armando a cadere a terra in un lago di sangue. De Silva lo ha ucciso, per far capire che vuole davvero collaborare con la giustizia, e che è pronto a tutto. I due amici si dicono addio, nonostante uno abbia ucciso l'altro, e poi Mezzanotte muore. Dante e Ilaria ricevono la notizia del lutto dalla radio, dopo la preoccupazione di lui. Filippo torna dai coniugi, per conto di Domenico. Inizialmente volevano ammazzarlo credendo che lui stesso abbia freddato Armando, ma poi lo lasciano libero. Domenico non fa capire al questore che si è alleato con De Silva, ma la sorpresa gliela riserva proprio Licata. Un nome: Giorgio Antonucci. Antonucci era stato arrestato per complicità con il clan Abate un anno prima. Ma ora è stato scagionato da tutte le accuse. In realtà era un infiltrato dei servizi segreti, che lavora, con un altro poliziotto, suo braccio destro, in un modo violento. Ora con i servizi ad occuparsi del carico di droga che ha a che fare coi Mezzanotte e De Silva. Questo Calcaterra non può accettarlo, ed è pronto a "squalificare" la Duomo per aiutare Antonucci (ma in realtà per coprire Filippo), come ordinato da Giorgio. Dal canto suo, Filippo, con Tito Nerone, uccide Isaac, il ricco imprenditore di Praga che fa affari con la mafia, perché questi non voleva più concludere l'affare. Ora, Dante e Ilaria hanno un'alleanza con il vero capo dei talebani, Ismail. I servizi erano, però, all'incontro di Filippo con Isaac, e con loro c'era Domenico. Lui lascia scappare De Silva. Tutti capiscono che Calcaterra ha un piano e tutti lo braccano, anche Antonucci. Così, dopo il tradimento di Francesca, che ha rivelato l'alleanza del vicequestore. Nel frattempo, lui aveva scoperto che Claudia non lo aveva tradito: il feto, cioè la bambina, era sua figlia. Domenico riesce a rintracciare Rosy e la porta con sé, a discapito di Giorgio Antonucci. I due vanno nel garage di Palla, dove fanno l'amore per la seconda volta. Intanto Dante, Ilaria e Filippo vanno all'incontro con il misterioso Ismail, e De Silva lo riconosce. Lui lo sequestrò dieci anni prima in Afghanistan. Peccato che anche il talebano comprende chi è e temendo che lui faccia il doppio gioco, con l'accordo dei Mezzanotte, lo fa uccidere da Nerone. Poi, Calcaterra scopre dove si trova de Silva, segue con Rosy i narcotrafficanti, ma viene rapito e quasi torturato, finché Ilaria non dice a Tito di ammazzarlo. Intanto, lei è inseguita dalla Duomo e da Rosy, mentre Dante rimane ferito nello scontro a fuoco con la polizia. Ilaria viene arrestata, ma è troppo tardi. Nerone aziona un timer e nasconde Calcaterra in un acquedotto sotterraneo, dopodiché versa del gas nervino liquido nell'acqua: al poliziotto restano solo 100 minuti di vita prima che il gas faccia effetto, ma ben presto scoprirà di non essere da solo in quella trappola mortale.
- Ascolti Italia: telespettatori 5.375.000 – share 18,80%[9]

## 100 minuti
- Diretto da: Beniamino Catena
- Scritto da: Pietro Valsecchi, Sandrone Dazieri, Mizio Curcio

### Trama
Domenico è stato sequestrato con Filippo De Silva, stanco delle sue malefatte e ferito al fianco. Alla Duomo si viene a sapere che Dante, ferito durante il summit alla raffineria, è stato portato in ospedale e attualmente si trova in coma farmacologico, mentre Ilaria prende in giro l'antimafia di Palermo ed è decisa a non parlare. De Silva parla con Domenico capendo cosa succederà. Nerone ha versato l'acido nervino nelle fognature, così da ucciderli. La resistenza al gas è segnata sull'orologio di Calcaterra, 100 minuti, ma 13 minuti sono già passati. A quel punto Filippo chiede al vicequestore di trovare il suo kit di sopravvivenza che si è fortunatamente portato dietro, lì ci sono delle siringhe che contengono l'adrenalina così che loro possano vivere quindici minuti in più, ma ci sono solo tre fiale. Con il permesso del questore Licata, Sandro fa entrare Rosy Abate nella stanza degli interrogatori, allo scopo di convincere la cugina, ma Ilaria sembra irremovibile. Nel frattempo Nerone passa dal circo, dove vive (e lavora) con il nome di Benny, e dove ha la sua compagna, Cecilia. La squadra riesce ad individuare il circo e appena capiscono che forse Nerone è ancora lì, corrono per arrestarlo. Il killer però è già scappato, ma prima di farlo, lascia un bigliettino alla fidanzata in cui le dice di chiamarlo. Sarà Francesca, che intanto ha cominciato una storia d'amore con Gaetano, a convincere Cecilia a collaborare. L'appuntamento è nella terrazza di un palazzo in centro. Lì, Nerone, parlando con la sua donna, capisce che è tutta una trappola e cerca di fuggire: uccide due poliziotti e prende le loro sembianze, ingannando la Duomo. Sandro, però, se ne accorge e fa scendere tutti, tranne Nerone, che salta su un tetto da dove, grazie ad una finestra, vede il suo amato canarino. Pietrangeli lo tiene sottotiro, mentre l'assassino estrae una bomba a mano, lo prende per il petto e, insieme, durante una lotta corpo a corpo, saltano dalla terrazza finendo su una macchina. Tutti sono preoccupati, soprattutto la Leoni. Prima che Nerone spinga il pulsante per far scoppiare la bomba nella piazza, Sandro gli fa capire la cosa giusta e lui muore. Sandro viene portato in ospedale, ma si salverà. Quando, tornati alla Duomo, Palladino e Francesca, con il poliziotto Caruso, scoprono che Antonucci e un suo collaboratore dei servizi segreti, stanno per arrivare allo scopo di prendere Ilaria, e Rosy ancora non l'ha fatta parlare, scelgono di unirsi e di liberare le due cugine facendole fuggire con l'auto di Gaetano. Ad un certo punto, Rosy fa scendere Gaetano dalla macchina su cui erano, portando con se Ilaria, mentre Antonucci incrocia le 2 cugine in fuga. Nel frattempo, Domenico e Filippo cercano di scappare ma non riescono nel loro intento, mentre il loro rapporto si sta stringendo. Rosy minaccia la cugina riuscendo ad estorcere una chiamata verso un cellulare nascosto nell'acquedotto dove è rinchiuso Calcaterra, parlando con lui cerca di capire dove possa essere (mentre la Duomo ascolta l'intercettazione della telefonata), le uniche informazioni utili che acquisisce sono: l'aver sentito il rumore di un aereo turistico ed il numero seriale stampato su una porta di metallo. Dopo la telefonata, l'Abate si accorge che sua cugina è scappata. La Duomo parte per salvare Domenico ma sbagliano acquedotto. Ilaria arriva fino all'aeroporto di Partinico dove l'aspetta un aereo privato, tutto questo dopo aver preso i soldi rubati alla commissione pochi mesi prima. Così lei spara al terrorista con cui aveva fatto affari, ma arriva Rosy freddando la cugina e vendicando così la morte di Claudia. Successivamente, Rosy chiama la Duomo dicendo che Calcaterra avrebbe dovuto pensare a suo figlio Leonardino e che lei sarebbe tornata, prima o poi, a quel punto sale sull'aereo con i soldi e scappa via, un'altra volta. Antonucci ed il collega, si recano all'aeroporto per cercare di prendere la mafiosa in fuga, ma è troppo tardi. Nel frattempo, Domenico ha fatto scoppiare una bomba nell'acquedotto con l'aiuto di De Silva, ma l'ex agente dei servizi segreti, ormai amico del poliziotto, gli dà l'ultima dose perché viva più a lungo, e si lascia morire. Calcaterra avanza finché non trova il tombino da dove uscirà. Ma questo non si apre, fino a quando qualcuno all'improvviso apre la botola nell'incredulità di Domenico.
- Ascolti Italia: telespettatori 5.713.000 – share 20,10%[10]